# Seguyia maai
Seguyia maai är en tvåvingeart som beskrevs av Kelsey 1970. Seguyia maai ingår i släktet Seguyia och familjen fönsterflugor.
Artens utbredningsområde är Thailand. Inga underarter finns listade i Catalogue of Life.